# Ardennita-(As)
L'ardennita-(As) és un mineral de la classe dels silicats que pertany al grup de l'ardennita. Rep el seu nom de les muntanyes Ardennes, a Bèlgica, on va ser descoberta l'any 1872.

## Característiques
L'ardennita-(As) és un silicat de fórmula química Mn₄2+Al₄(AlMg)(AsO₄)(SiO₄)₂(Si₃O10)(OH)₆. Cristal·litza en el sistema ortoròmbic formant cristalls prismàtics, amb les cares dels prismes fortament estriades. També se'n troba formant agrupacions radials fibroses; rarament se'n troben cristalls aïllats. La seva duresa a l'escala de Mohs es troba entre 6 i 7.
Segons la classificació de Nickel-Strunz, l'ardennita-(As) pertany a «09.BJ: Estructures de sorosilicats amb anions Si₃O10, Si₄O11, etc.; cations en coordinació octaèdrica [6] i major coordinació» juntament amb els següents minerals: orientita, rosenhahnita, trabzonita, thalenita-(Y), fluorthalenita-(Y), tiragal·loïta, medaïta, ruizita, ardennita-(V), kilchoanita, kornerupina, prismatina, zunyita, hubeïta i cassagnaïta.

## Formació i jaciments
Es troba en pegmatites i filons de quars en esquists. Sol trobar-se associada a altres minerals com: quars, albita, pirolusita, piemontita, spessartina, braunita i hematites. La seva localitat tipus es troba a Salmchâteau, Vielsalm (Província de Luxemburg, Bèlgica).